# Урс (река)
Урс (фр. Ource) — река во Франции, правый приток Сены. Длина 99,9 км.
Она протекает по регионам Бургундия — Франш-Конте и Гранд-Эст; впадает в Сену.
Высота истока — 418 м над уровнем моря. Высота устья — 150 м над уровнем моря.